# Шея (мясо)

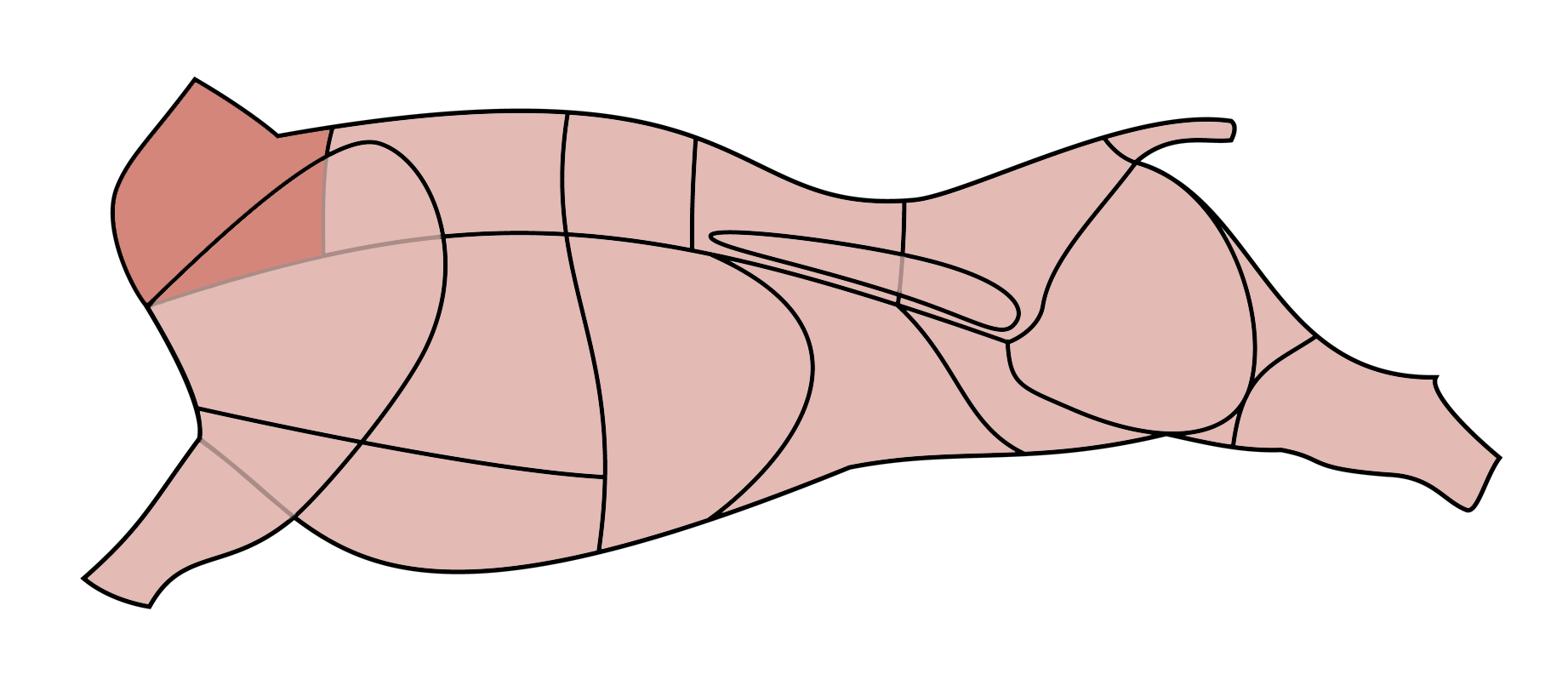
Шейная часть на схеме говяжьей туши

Шея, шейка, шейный отруб — часть туши животного, употребляемого в пищу. Эта часть туши отличается повышенным содержанием жира.
Говяжья шейная часть больше подходит для варки или тушения, также из говяжьей шеи получается хороший фарш из-за высокого содержания жира.  
Также из шейной часть говядины, чаще из вырезки центральная часть шеи, готовят альтернативные стейки Денвер, такой стейк имеет продолговатую форму и крупные волокна мышечной ткани, а  шея мраморной говядины имеет высокую степень мраморности.  
Свиная шейка больше подходит для жарки либо запекания целиком.
Шейный отруб баранины мясных пород используют для приготовления стейков, в России баранья шея идёт, как правило, на супы.

## Галерея

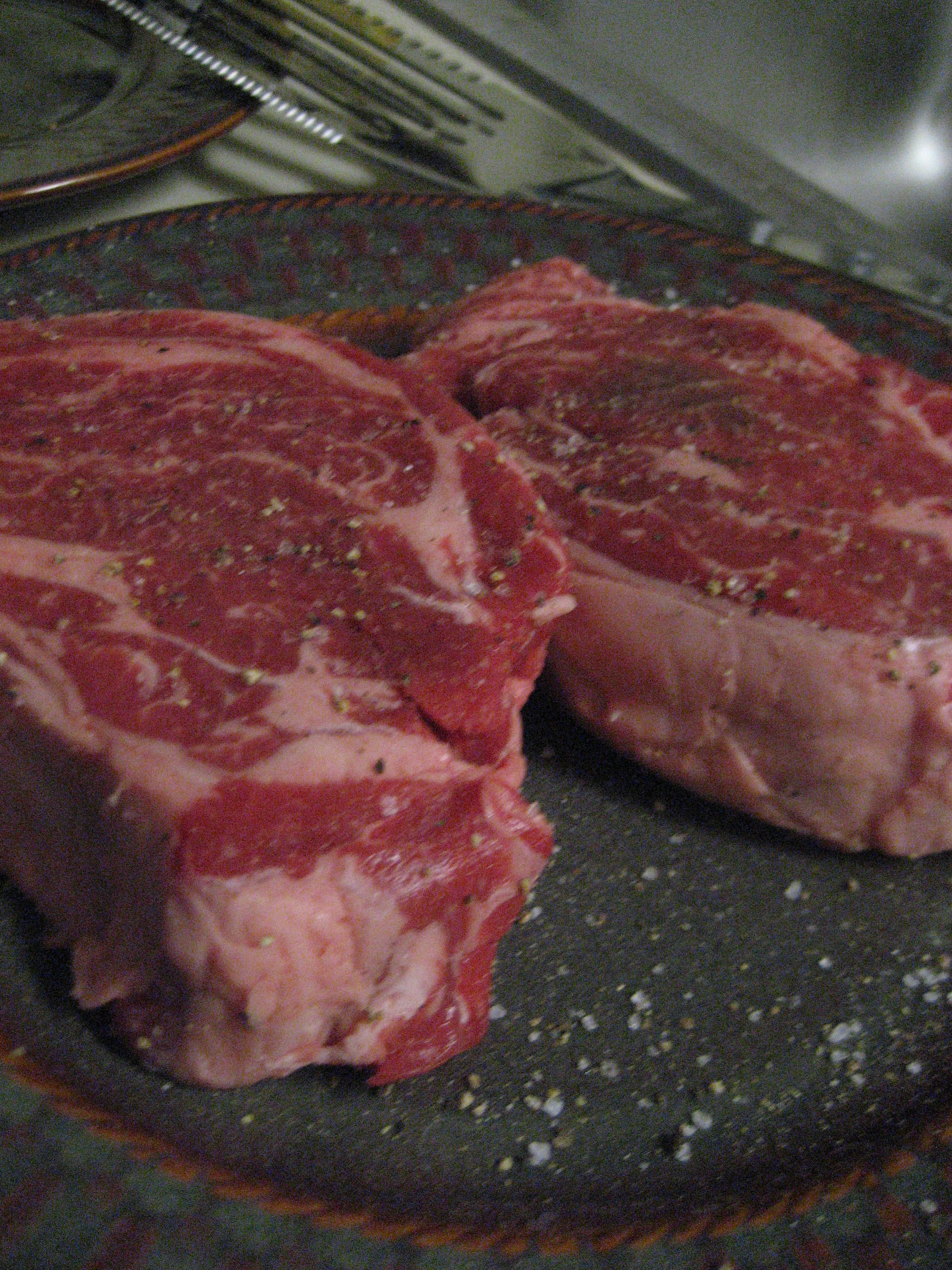
Стейк из шейной части говядины
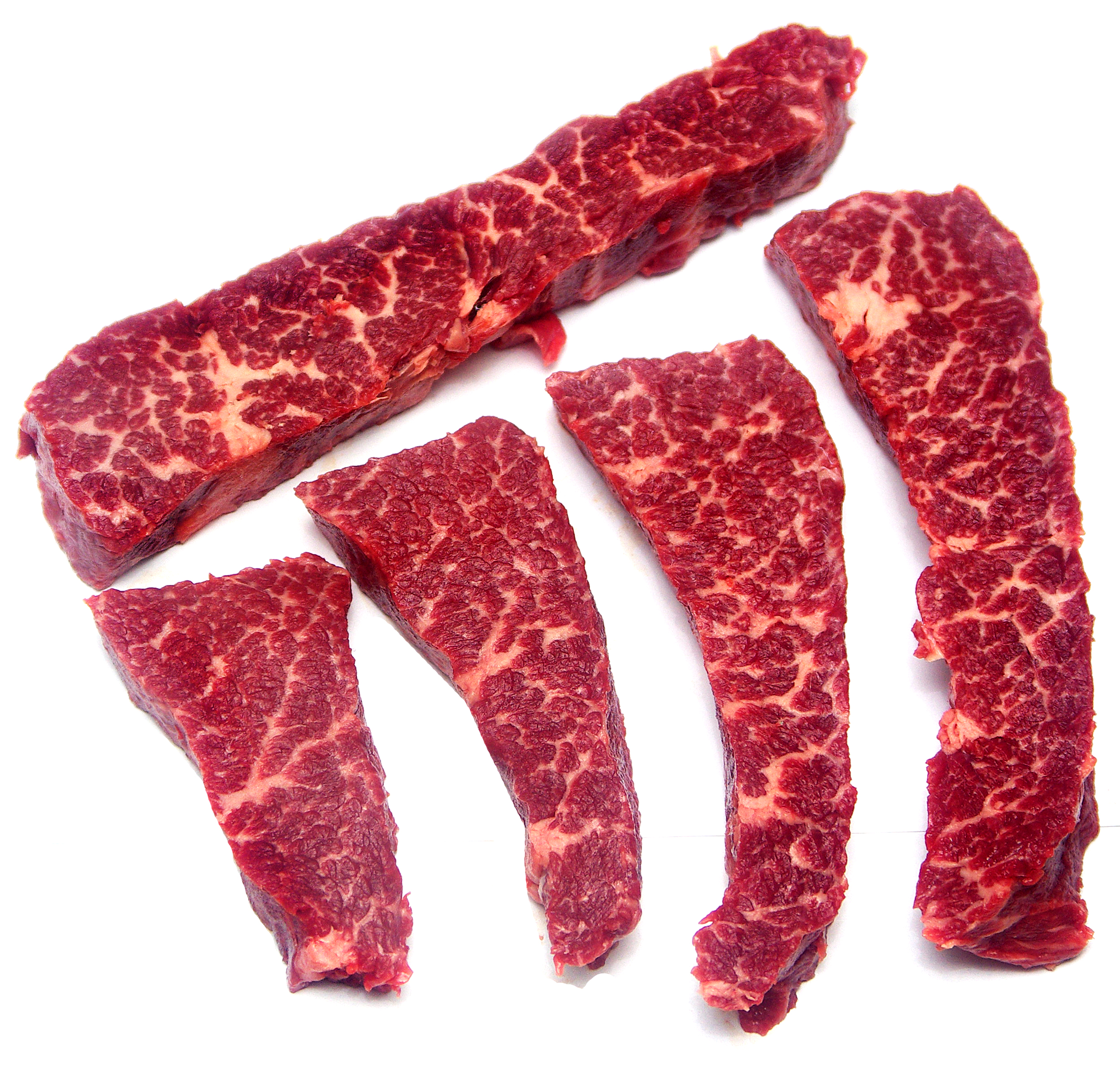
Шейный отруб говядины имеет высокую степень мраморности
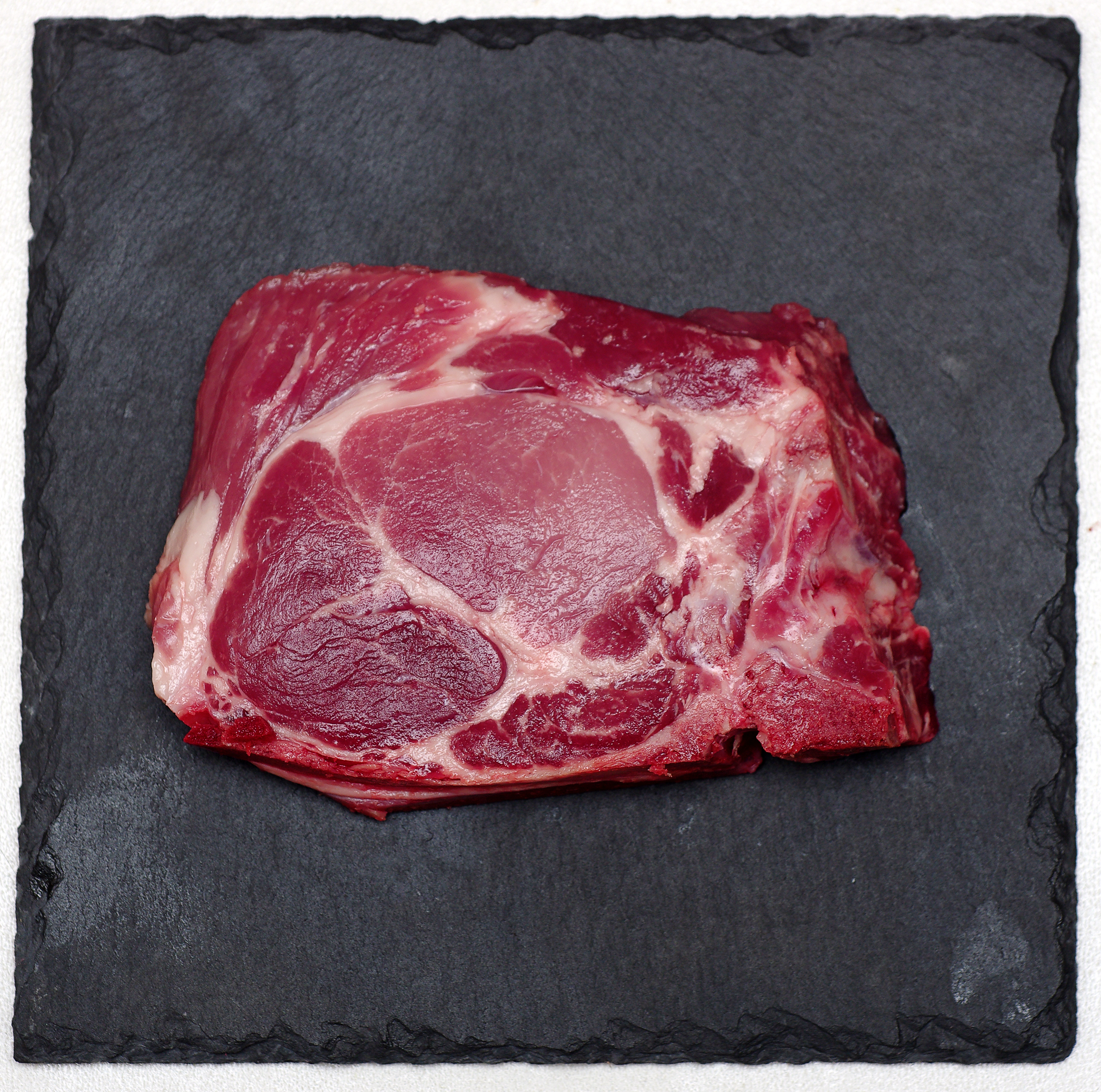
Стейк из свиной шеи
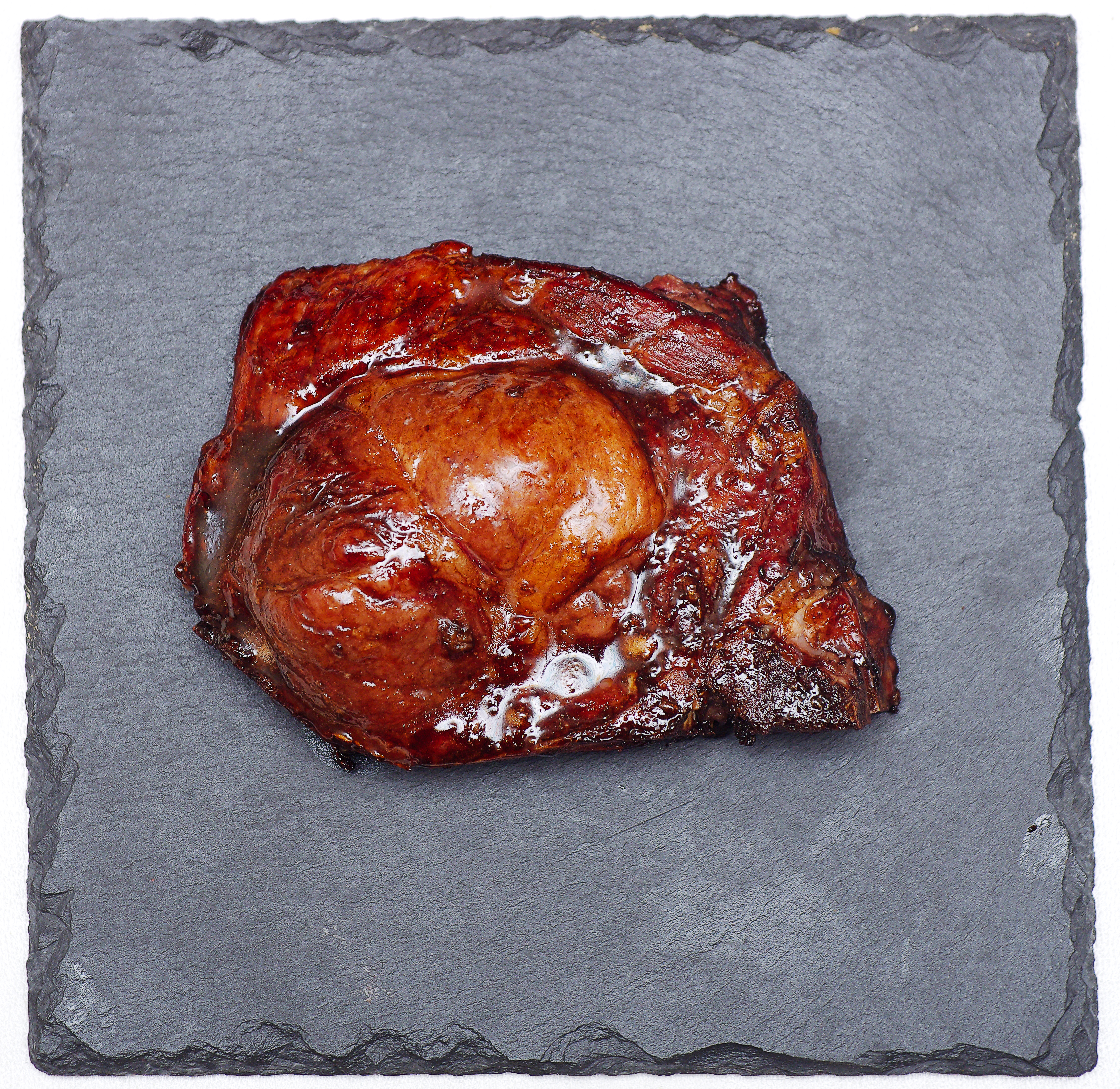
Стейк из свиной шеи
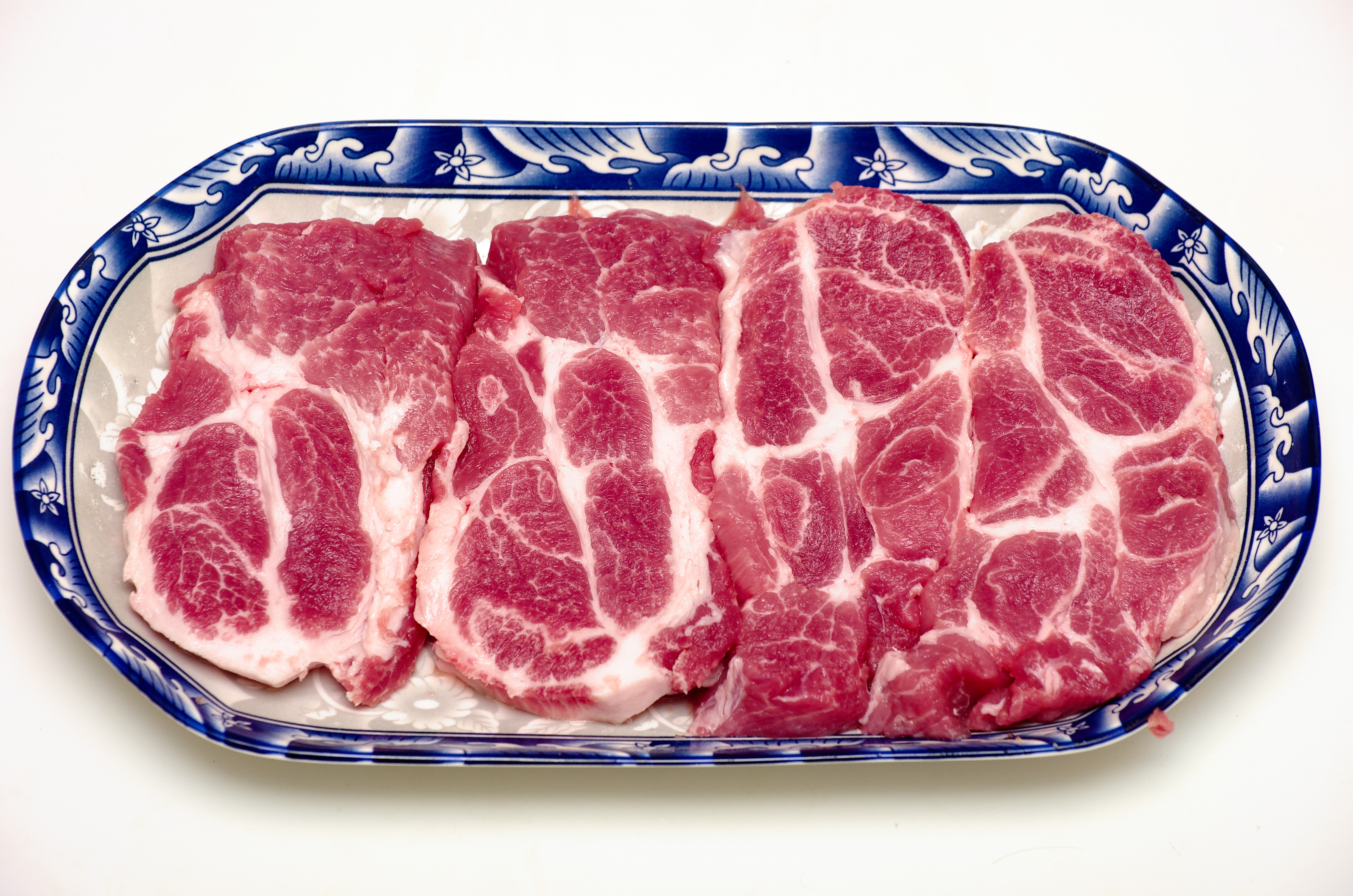
Свиная шея нарезанная на порционные куски